# Мілош Щепанович
Мілош Щепанович (9 жовтня 1982) — чорногорський ватерполіст.
Учасник Олімпійських Ігор 2008, 2012 років.
Призер Чемпіонату світу з водних видів спорту 2013 року.